# Archivio di Stato di Mantova

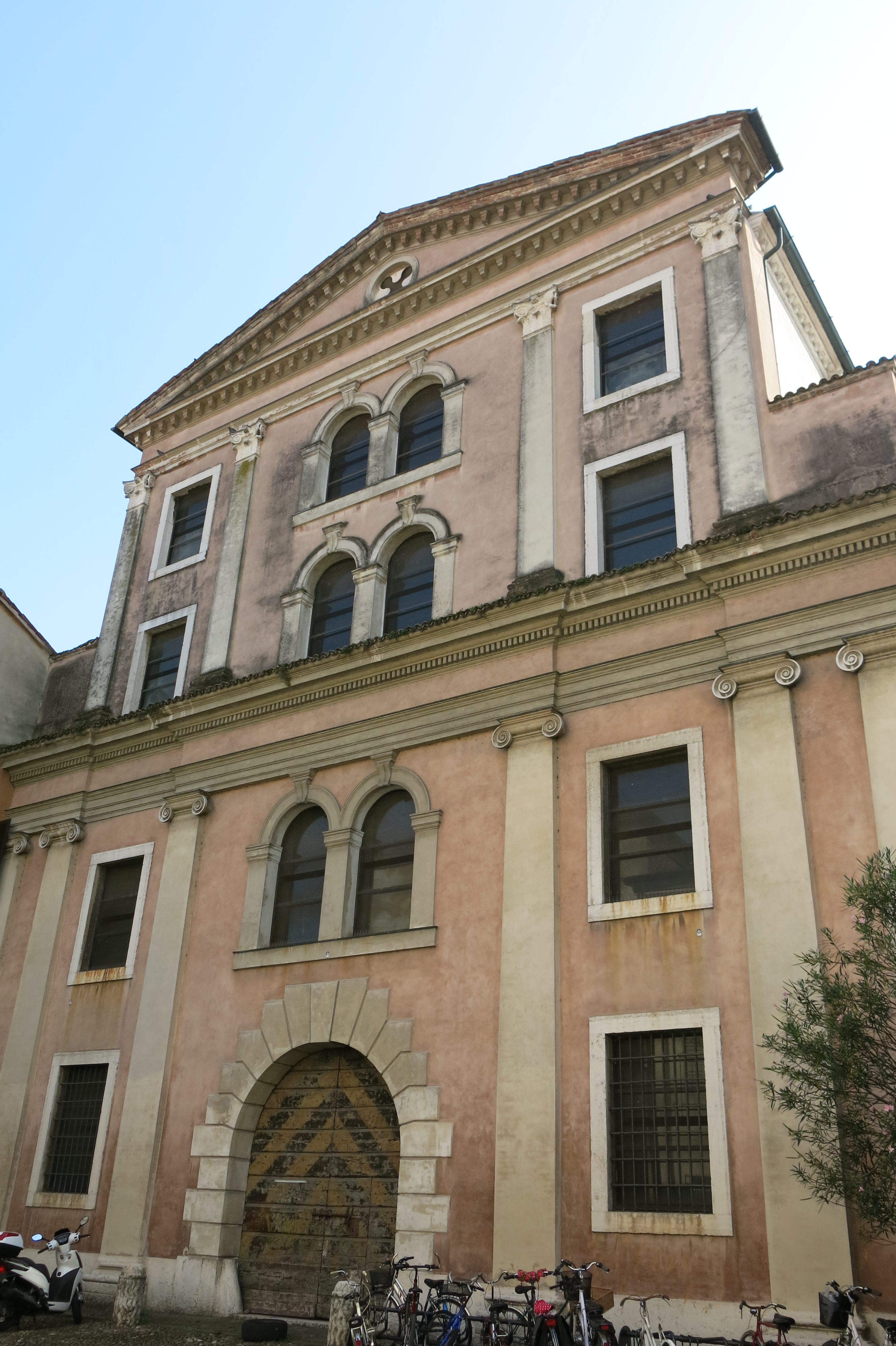
Archivio di Stato di Mantova, Ehemalige Dreifaltigkeitskirche

Der Archivio di Stato di Mantova mit Sitz in der Via Roberto Ardigò 11 ist die staatliche Einrichtung, die für die Bewahrung von Dokumenten ab dem 11. Jahrhundert zuständig ist, die von öffentlichen und privaten Institutionen, einzelnen Persönlichkeiten und historischen Familien aus der Stadt und der Provinz Mantua stammen, unter denen die Gonzaga natürlich hervorstechen.

## Geschichte
Das Staatsarchiv von Mantua wurde im Jahr 1868 gegründet, zwei Jahre nachdem die Stadt von Vergil Teil des Königreich Italien geworden war. Ursprünglich im Palazzo Ducale (Mantua) untergebracht, wurde es im Jahr 1883 an seinen heutigen Standort im Palazzo degli Studi (Mantua) verlegt, in den Gebäuden, die im vorangegangenen Jahrhundert vom Kolleg und Kloster des Jesuiten genutzt worden waren. Zum Archivkomplex gehören auch der Torre dei Gambulini und die ehemalige Kirche der Heiligen Dreifaltigkeit, die heute das Hauptlager des Archivs ist.

## Kulturerbe

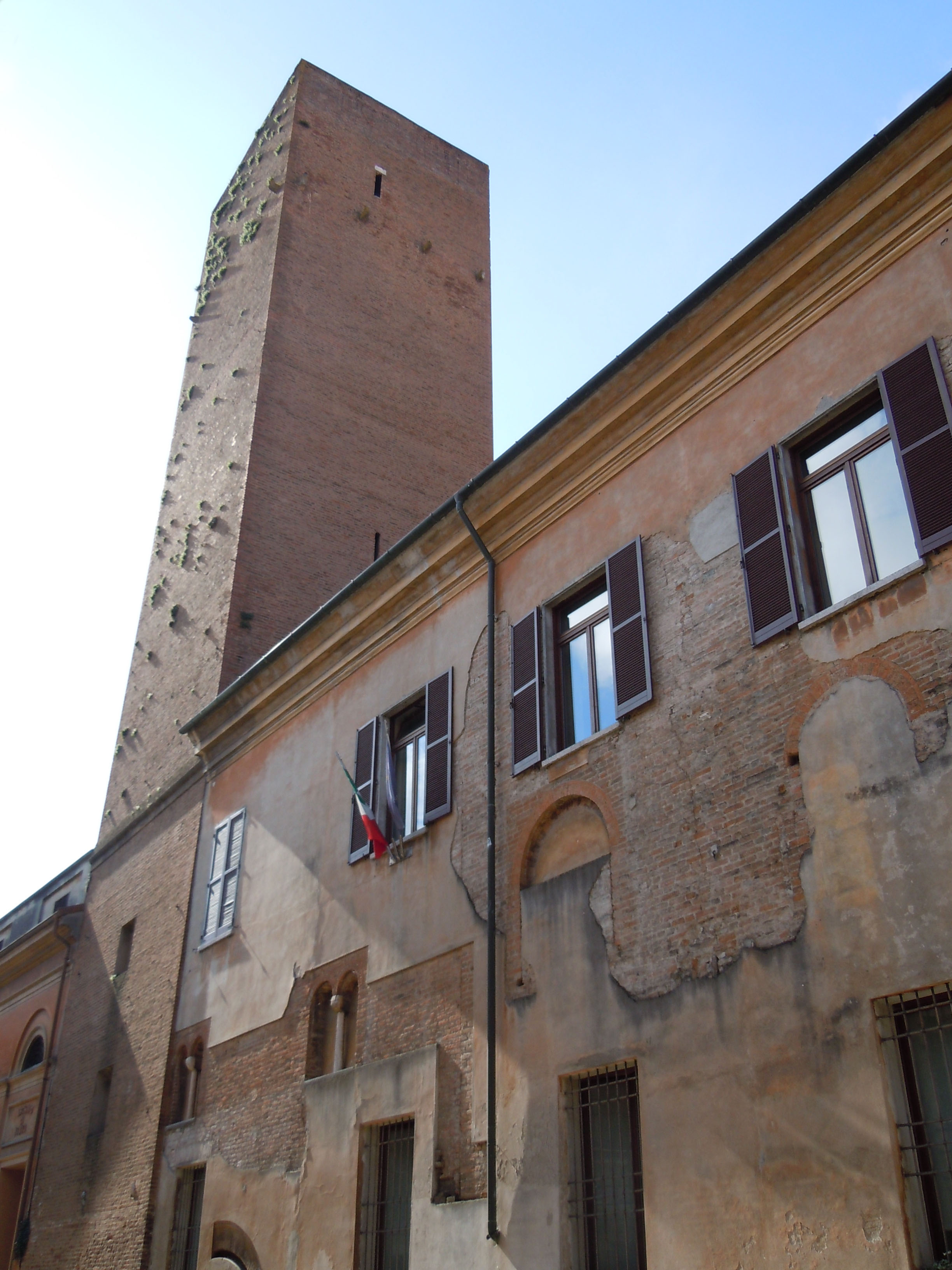
Mantua, Torre dei Gambulini

Im Staatsarchiv von Mantua werden Dokumente aus dem 11. Jahrhundert aufbewahrt, als die Stadt unter der Herrschaft der Canossa, der Kommune, zur Zeit der Bonacolsi und vor allem der Gonzaga stand. Das Gonzaga-Archiv ist eines der vollständigsten und umfassendsten Archive einer Familie, die in der Neuzeit regierte.
Von Bedeutung ist auch das Castiglioni-Archiv, das von den Nachkommen von Baldassare Castiglione erworben wurde und Pergamente, Karten, Zeichnungen und Dokumente der mantuanischen Adelsfamilie vom 13. bis zum 20. Jahrhundert. Das Staatsarchiv beherbergt auch Unterlagen aus der österreichischen und napoleonischen Regierungszeit sowie Notariats-, Kataster-, Kirchen- und Zunftarchive, aber auch Archive von Familien und Einzelpersonen, die dem Staatsarchiv geschenkt oder dort hinterlegt wurden.
Auf 25.000 Regalmetern werden mehr als 250.000 Papierstücke wie Umschläge, Register, Bände, Akten, mehr als 6.000 Pergamente, etwa 14.000 Karten und Zeichnungen aufbewahrt. Darüber hinaus werden Siegel, Münzen und Drucke aufbewahrt, und die Bibliothek verfügt über mehr als 20.000 Titel, die zur Einsichtnahme und Vervielfältigung bereitstehen.

## Die Schule
Die Schule für Archivwissenschaft, Paläographie und Diplomatik, eine von siebzehn in Italien, ist im Staatsarchiv von Mantua tätig.